# Ионные кристаллы

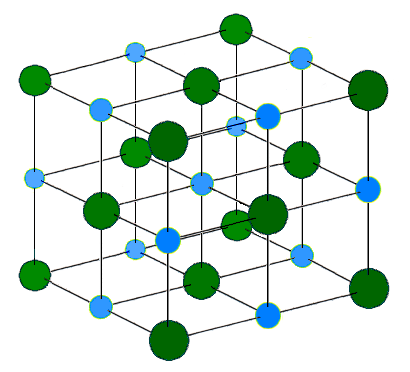
Кристаллическая структура хлорида натрия (каменной соли). Каждый атом имеет шесть ближайших соседей, как в геометрии октаэдра. Этот механизм известен как кубическая плотная упаковка (КПУ).
Светло-голубой = Na^{+}
Тёмно-зелёный = Cl^{-}

Ио́нные криста́ллы представляют собой кристаллы, состоящие из ионов, связанных между собой электростатическим притяжением. Примерами таких кристаллов являются галогениды щелочных металлов, в том числе фторид калия, хлорид калия, бромид калия, иодид калия, фторид натрия и другие комбинации ионов натрия, цезия, рубидия и лития с ионами фтора, брома, хлора и иода.
NaCl имеет расположение ионов по системе 6:6. Свойства NaCl отражают сильные взаимодействия, которые существуют между ионами. В расплавленном виде это хороший проводник электричества, но в твёрдом состоянии проводит ток плохо. При расплавлении подвижные ионы хорошо переносят заряд через жидкость.
Ионные кристаллы характеризуются сильным поглощением инфракрасного излучения, и у них есть плоскости, вдоль которых они легко расщепляются. Точное расположение ионов в ионной решётке зависит от размера ионов в твердом состоянии.
Ионные кристаллы обычно имеют высокую температуру плавления и хорошо растворимы в полярных растворителях (в частности в воде).